# Діброва Ілля Данилович
Ілля Данилович Діброва (9 серпня 1891, с. Піщанівка (Катеринопіль), за іншими даними в с. Захарівка, Олександрійщина — 14 жовтня 1944, Словаччина) — більшовицький військовий ватажок під час радянсько-української війни, ватажок радянського партизанського руху в часи німецько-радянської війни.

## Життєпис
Ілля Діброва народився в селі Катеринопіль (або Піщанівка) Косівської волості Олександрійського повіту Херсонської губернії. Зараз це невеличкий хутір з дев'яти по дванадцять років батракував в селі Баштанці на Миколаївщині у поміщика Ситченка. 1904 року подався на Криворіжжя працювати шахтарем на російсько-бельгійські копальні. Там він став більшовиком.
Після революції Діброва повернувся до рідного села. У 1918 році організував партизанський загін, що діяв в районі Знам'янки. Після війни працював директором Косівського млина, а потім директором комбінату в місті Олександрія.
У німецько-радянську війну Ілля Діброва з 1943 року — командир партизанського з'єднання ім. Ворошилова, що діяло в районі Чорного лісу. З вересня 1944 року його було призначено комісаром партизанської бригади, що була організована на базі двох словацьких загонів. 14 жовтня 1944 року Ілля Діброва загинув у бою з на території Чехословаччини. Був похований у лісі Шпаньє. 1945 року його рештки було перевезено до Олександрії і перепоховані спершу в дитячому парку, а 1960 року — на братській могилі.

## Нагороди та відзнаки

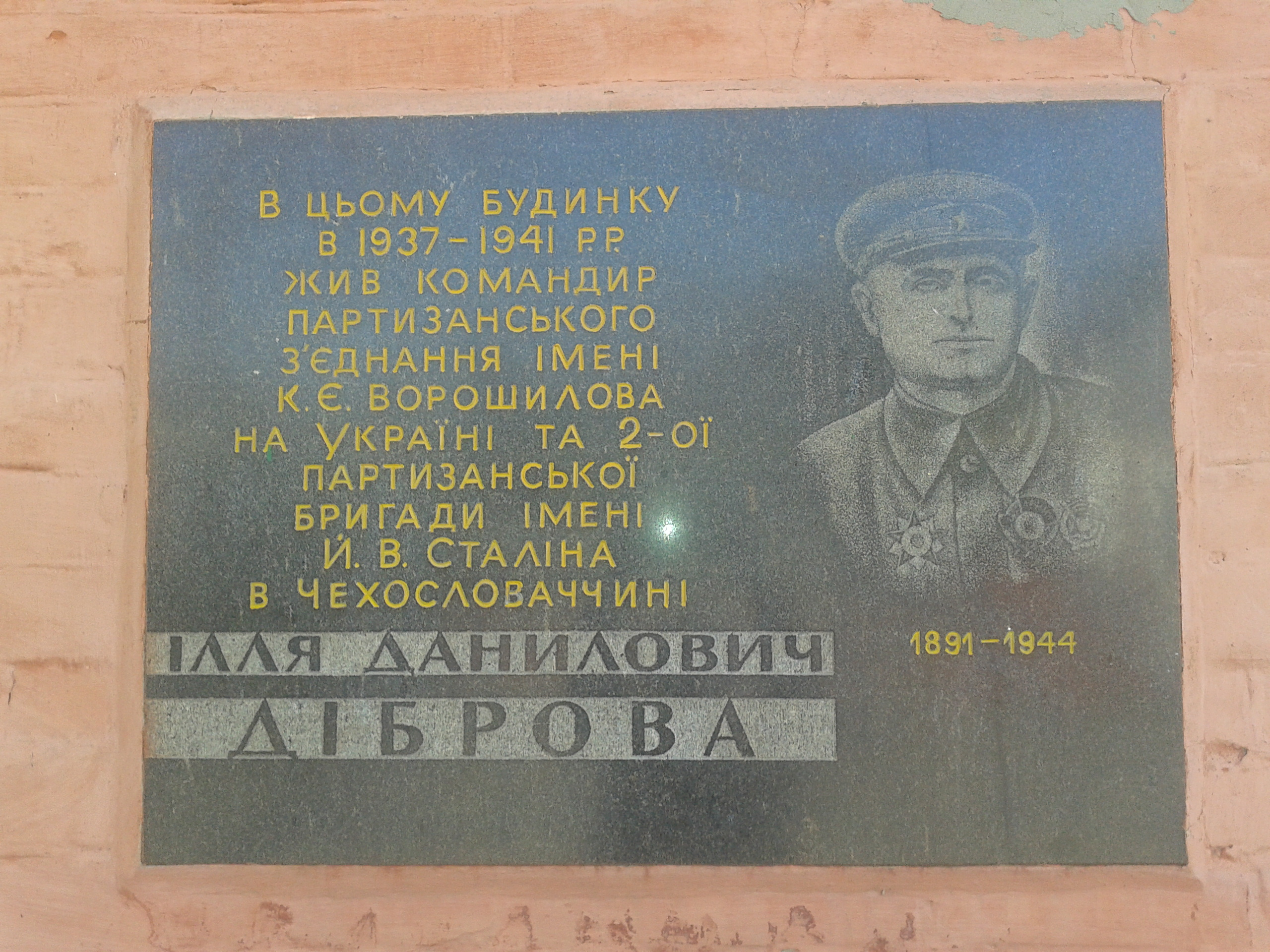
Меморіальна дошка на будинку де жив Ілля Діброва

Анотаційна дошка на вулиці Діброви в Олександрії

Могила Іллі Діброви на території комплексу Братської могили в Олександрії.

Ілля Діброва нагороджений орденом Леніна, Червоного Прапора, Богдана Хмельницького, двома орденами Вітчизняної війни І ступеня, медаллю «Партизан Вітчизняної війни» І ступеня. Президент Чехословаччини нагородив Діброву орденом «Воїнський хрест» та присвоїв звання генерала Чехословацької народної армії.
В Олександрії на його честь названо одну з центральних вулиць. Також присвоєне звання «почесний громадянин» цього міста.

## Родина
Донька Людмила (1921–2014) — учасниця підпільно-партизанського руху під час Другої Світової війни, кавалер орденів Вітчизняної війни I та II ступенів, ордена «За мужність» III ступеня та 16 медалей, Почесний громадянина Олександрії (2011) та Старої Тури (1964).